# Membrane atlanto-axoïdienne antérieure
La membrane atlanto-axoïdienne antérieure est une membrane solide constituant une jointure fibreuse entre l'axis et l'atlas.
Son insertion supérieure se situe sur le bord inférieur de l'arc antérieur de l'atlas et son insertion inférieure à l'avant du corps de l'axis.
Elle est renforcée dans la ligne médiane par un cordon arrondi, qui relie le tubercule de l'arcade antérieure de l'atlas au corps de l'axe.
Elle est en continuité avec le ligament longitudinal antérieur.